# Arame (alga)
Arame (en japonès:荒布) Eisenia bicyclis, sinónim: Ecklonia bicyclis és una espècie d'alga comestible, del tipus kelp. Es fa servir molt en la gastronomia japonesa.
L'arame té molt calci, iode, ferro, magnesi i vitamina A a més d'altres minerals. És una font d'alginat. El seu pèptid eisenina té activitat immunològica.
Normalment es compra dessecada i es reconstitueix en aigua en uns cinc minuts. El seu gust és suau, semidolç i de textura ferma. Se serveix sola o amb altres algues, com a guarnició en amanides o plats marinats.